# Nomada pallidipicta
Nomada pallidipicta är en biart som beskrevs av Swenk 1913. Nomada pallidipicta ingår i släktet gökbin, och familjen långtungebin. Inga underarter finns listade i Catalogue of Life.